# Pesce vescovo

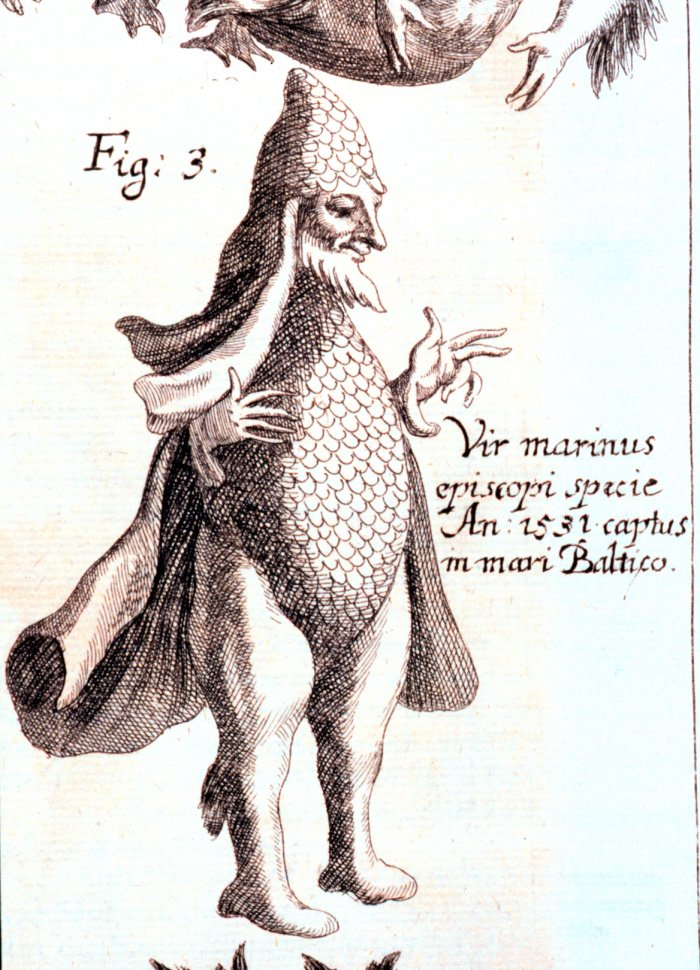
Illustrazione del Pesce vescovo da Specula physico-mathematico-historica notabilium ac mirabilium sciendorum pubblicata nel 1531 da Johann Zahn

Il Pesce vescovo, dall'inglese Sea bishop o Bishop-fish, è un mostro marino simile al Pesce monaco, di cui probabilmente costituisce una variante. Secondo la leggenda, nel 1531 un esemplare di questo animale fu catturato nel Mar Baltico e offerto in dono al re della Polonia. In seguito fu mostrato a dei vescovi cattolici e in quell'occasione chiese di essere liberato. Accordatogli questo favore, il pesce si fece il segno della croce e scomparve nel mare.
Fu descritto e rappresentato nel quarto volume della Historia Animalium di Conrad Gesner.